# غسل الملابس

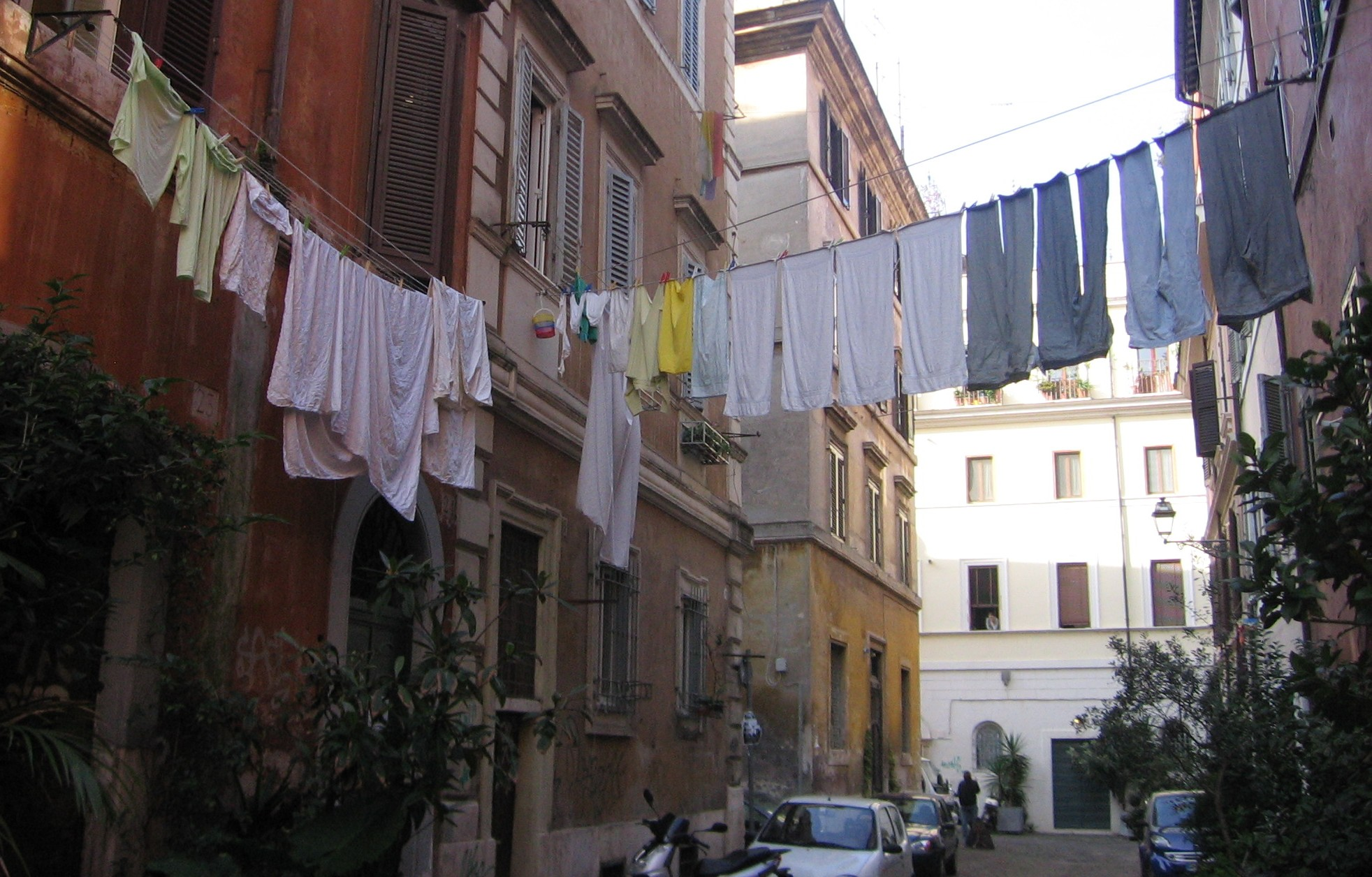
تعليق الغسيل ليجف أعلى أحد الشوارع الإيطالية.

غسل الملابس من الممارسات الضرورية في سياق النظافة الشخصية والصحة العامة. وتجهز له غرف ومحلات تسمى المغسلة. وتسمى الملابس التي تخضع لعملية الغسل بالغسيل. يسمى من مهنته تبييض الثياب وغسلها وكيها القصَّار.

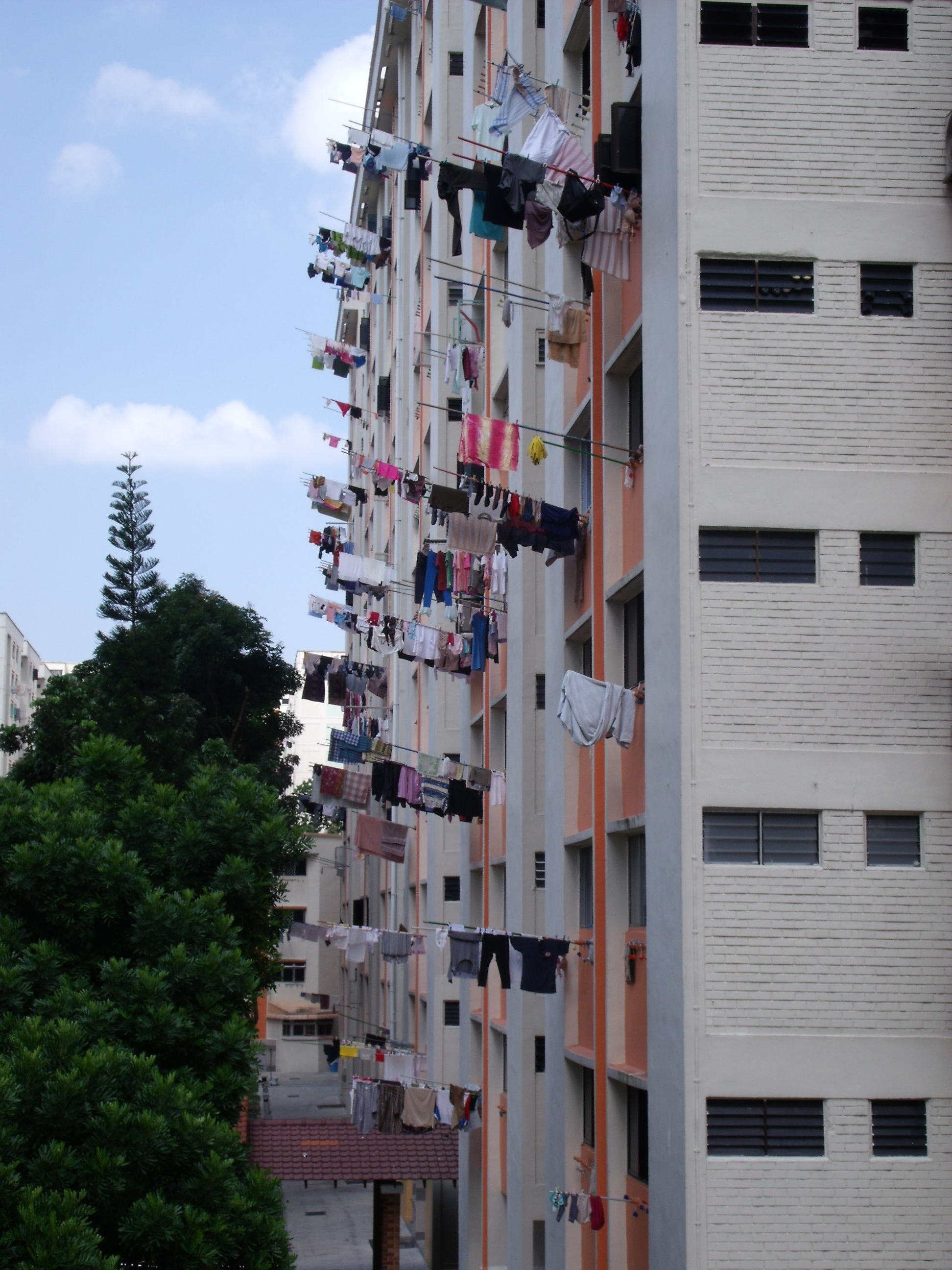
نشر الغسيل على شرفات الشقق لتجف في سنغافورة.

## وصلات خارجية
- Coin Laundry Association, a not-for-profit trade organization serving the self-service laundry industry
- Latest Laundry Technologies (video) نسخة محفوظة 8 فبراير 2012 على موقع واي باك مشين.
- Project Laundry List, [a 501c3 non-profit which campaigns to make air-drying laundry acceptable and desirable as a simple and effective way to save energy].